# Гения, Уилл
Уильям Санчес «Уилл» Ге́ния (англ. William Sanchez «Will» Genia, родился 17 января 1988 в Порт-Морсби) — австралийский регбист, выступавший за сборную Австралии на позиции скрам-хава. Бронзовый призёр чемпионата мира 2011 года. Победитель Супер Регби 2011 года.

## Карьера
До начала профессиональной карьеры на высшем уровне Гения успел поиграть за различные молодёжные сборные Австралии, начиная со школьной и заканчивая молодёжной сборной.
В феврале 2007 Гения дебютировав в составе «Квинсленд Редс» в матче с Харрикейнз. Через год он в качестве основного скрам-хава молодёжной сборной выступал на чемпионате мира среди молодёжных команд, но австралийцы остались без медалей, заняв только пятое место.
В 2009 году Уилл Гения дебютировал в составе австралийской сборной. В своём первом матче против сборной Новой Зеландии в рамках Кубка трёх наций он вышел на замену всего на 6 минут, а в игре с ЮАР в Брисбене впервые вышел в основном составе сборной.
В 2011 году Гения в составе «Квинсленд Редс» выиграл чемпионат Супер Регби. При этом в финальной игре с «Крусейдерс» именно его попытка на 68 минуте помогла австралийской команде одержать итоговую победу со счётом 18-13.
В том же году Уилл дебютировал на Кубке мира, где выступал в качестве основного скрам-хава «воллабис». За чемпионат Гения очков не набирал, зато на матче со сборной США был капитаном своей сборной. По итогам турнира Уилл стал бронзовым призёром чемпионата мира.
На чемпионате мира 2015 года Гения вновь стал основной «девяткой» сборной. Он выходил на поле в стартовом составе во всех играх, кроме матча группового этапа с Уругваем.